# S.P.Q.RisiKo!
S.P.Q.RisiKo! è un gioco strategico da tavolo creato da Spartaco Albertarelli e pubblicato da Editrice Giochi nel 2005.
S.P.Q.RisiKo! rappresenta una variante del celeberrimo RisiKo! ambientato nel periodo noto come "anarchia militare" che caratterizzò il clima politico dell'Impero Romano tra il 235 d.C., anno della salita al potere dell'imperatore Massimino Trace, ed il 284 d.C., anno dell'inizio del governo di Diocleziano.

## Contenuto
- Plancia di gioco
- 6 dadi a sei facce (3 blu e 3 rossi)
- Pezzi in cinque colori diversi raffiguranti legionari, vessilli e triremi
- 12 pezzi di colore neutro raffiguranti arene
- 55 carte speciali
- Regolamento[1]

## Descrizione
Le meccaniche di gioco sono in gran parte ereditate da RisiKo!, dal quale però si distacca fortemente per i requisiti di vittoria. Scopo di S.P.Q.RisiKo! è acquisire Punti Vittoria attraverso conquiste e domini: chi giunge ad un predeterminato punteggio vince la partita.
Per quanto concerne i giocatori, il numero minimo è (come da tradizione) di 3, di 5, invece, quello massimo; è necessario giocare sempre con 5 fazioni, per regolamento, è necessario posizionare le pedine dei giocatori "assenti" nella ripartizione dei territori, a mo' di fazioni neutrali: con esse si dovrà pertanto combattere, per la conquista dei territori che occupano.
La plancia di gioco, suddivisa in 45 province e 12 aree di mare, è rappresentata da una mappa dell'Europa mediterranea, comprendente il Nordafrica, il Medio Oriente e la Britannia meridionale, ovvero l'estensione dell'Impero romano durante l'epoca di Diocleziano.
L'ambientazione rende chiaramente doverosa una rivisitazione delle pedine, di due tipologie: legionari (unità terrestri) e triremi (unità marittime, utilizzabili per battaglie navali o per sbarchi di truppe di fanteria); vengono eliminati i ponti marittimi. Anche le carte sono diverse: sono sempre 4 ma raffigurano un'arena, una trireme, un vessillo e un legionario.
I punti vittoria sono compresi tra 1 a 50 e si possono ottenere:
1. per ogni centro di potere (arena) detenuto dal giocatore;
2. maggior numero di province;
3. possesso del maggiore impero, un insieme di 4 o più province confinanti tra di loro non separate da un'area di mare;
4. dominio del maggior numero di aree di mare (grazie alla supremazia navale);

Un'altra differenza molto importante è quella degli obiettivi, che non ci sono: per vincere si devono accumulare punti vittoria, dei punti che si guadagnano principalmente tramite il dominio su le altre fazioni.
Invece il modo di prendere i rinforzi è simile a quello del gioco classico: possedendo da 3 ad 11 province si ricevono 3 rinforzi, con meno di 3 province 1 rinforzo, oltre 11 province si devono contare i territori che si possiedono e dividerli per tre. Il numero ottenuto si arrotonda per difetto e il numero intero ottenuto è il numero di rinforzi da posizionare
(esempi: 12 Province = 4 legionari, 13 o 14 Province = 4 legionari, 15 Province = 5 legionari ecc.).

### La plancia
S.P.Q.RisiKo! presenta una plancia raffigurante l'Europa sotto il dominio romano divisa in 45 Province e 12 Aree di mare: ogni provincia e area di mare reca il nome adottato dagli antichi romani. Le province non sono raggruppate in alcun modo.
Nella parte inferiore della plancia è presente una striscia di caselle numerate in numeri romani atta a contenere i segnalini che indicano il numero di Punti Vittoria ottenuti da ogni giocatore.

### Il turno di gioco
Il turno di ogni giocatore è suddiviso in una serie di fasi, che devono essere svolte in esatto ordine.
- Aggiornamento del punteggio
- Fase dei rinforzi
- Movimento navale
- Combattimento navale
- Attacchi Via Mare
- Attacchi terrestri
- Spostamento strategico di fine turno
- Presa della carta

### Combattimenti

#### Terrestri
I combattimenti terrestri seguono le regole del gioco classico
Attacco:   
Difesa:   
L'attaccante perde due unità, il difensore ne perde una.
Attacco:  
Difesa:  
L'attaccante e il difensore perdono un'unità a testa.
Attacco:   
Difesa: 
L'attaccante perde un'unità.

#### Navali
I combattimenti navali seguono le regole dei combattimenti terrestri, ma in caso di parità di punteggio non vince né l'attaccante, né il difensore e la battaglia termina istantaneamente.

#### Via mare
I combattimenti via mare avvengono fra due Province confinanti con la stessa area di mare.
Per poter effettuare questo tipo di attacco, è però necessario possedere nell'area di mare utilizzata come “ponte”, un numero di triremi superiore a quello del giocatore che si vuole attaccare. La caratteristica di questo attacco è che il giocatore deve dichiarare in anticipo quanti legionari saranno coinvolti nella battaglia ed il combattimento dovrà essere portato avanti ad oltranza, sino alla conquista del territorio oppure sino alla completa distruzione dell'esercito attaccante

## Provincie presenti
| Continente | N° territori | Territori |
| ---------- | ------------ | --- |
| Europa     | 28           | Baetica, Terraconense, Galizia, Lusitania, Aquitania, Narbonensis, Lugdunense, Belgica, Britannia, Germania Inferiore,Raetia, Cisalpina, Italia, Sicilia, Sardegna, Corsica, Baleari, Norico, Illiria, Epiro, Macedonia, Acaia, Creta, Tracia, Dalmazia, Pannonia, Dacia, Moesia |
| Africa     | 5            | Mauretania, Numidia, Africa, Cirenaica, Egitto |
| Asia       | 12           | Asia, Cilicia, Cipro, Galatia, Bitinia, Ponto, Armenia, Cappadocia, Siria, Mesopotamia, Giudea, Arabia |